# Tramwaje w Dyneburgu
Tramwaje w Dyneburgu (łot. Daugavpils tramvajs) – system szerokotorowej komunikacji tramwajowej działającej w łotewskim mieście Dyneburg.
W skład systemu wchodzą 3 linie o łącznej długości 25 km. Cechą charakterystyczną systemu jest eksploatowanie wagonów z odbierakami pałąkowymi.
Operatorem systemu jest spółka komunalna a/s Daugavpils satiksme, która do roku 2014, kiedy to przejęła obsługę linii autobusowych miejskich od SIA Daugavpils autobusu parks, nazywała się a/s Tramvaju uzņēmums.

## Historia
Pierwsza linia została uruchomiona 5 listopada 1946 na trasie 5. augusta (obecnie Vienības) – Sarkanarmijas (obecnie 18. novembra iela) – Liepājas iela. Przy Liepājas iela wybudowano zajezdnię tramwajową. Pierwsza linia miała długości 5,7 km. Kolejna powstała w 1950, a w 1951 i 1958 została wydłużona. Dalsze rozszerzenie sieci nastąpiło w 1965 i 1990. Obecna zajezdnia tramwajowa znajduje się przy pętli Butļerova iela.

## Linie
Stan z 28 kwietnia 2020 r.
| Linia | Trasa |
| ----- | --- |
|       | Butļerova iela ↔ Stacija Jātnieku iela – Smilšu iela – Valkas iela – 18. novembra iela – Vienības iela – Parādes iela – Maizes iela – Stacijas iela                |
|       | Butļerova iela ↔ Maizes Kombināts Jātnieku iela – Smilšu iela – Valkas iela – 18. novembra iela – Ventspils iela – Aglonas iela – Andreja Pumpura iela – Jāņa iela |
|       | Stropi ↔ Cietoksnis Vasarnīcu iela – Veselības iela – 18. novembra iela – Vienības iela – Cietokšņa iela                                                           |

## Tabor
W 1946 r. tabor tramwajowy liczył 10 tramwajów. Obecnie eksploatowany tabor składa się z wagonów RWZ-6 wyprodukowanych w Rydze (obecnie są zastępowane nowszymi wagonami i sukcesywnie kasowane), KTM-5 i KTM-8 produkcji radzieckiej, Tatra T3D produkcji czechosłowackiej (sprowadzone w 2002 roku do Dyneburga z niemieckiego miasta Schwerin) oraz KTM-23 i KTM-31 produkcji rosyjskiej (wszystkie dostarczone w 2014 roku jako fabrycznie nowe). Obecnie w ruchu liniowym jest 30 wagonów.

### Eksploatowany
| Producent | Typ                     | Lata produkcji         | Lata dostaw | Eksploatacja od | Dostarczone wagony | Eksploatowane wagony | Uwagi |
| --------- | ----------------------- | ---------------------- | ----------- | --------------- | ------------------ | -------------------- | --- |
| ČKD       | Tatra T3D (T3DC1/T3DC2) | 1973, 1975, 1981, 1983 | 2002        | 2002            | 12                 | 8                    | Tramwaje tego typu kursują w dwuwagonowych składach. Wagony dostarczono z niemieckiego miasta Schwerin, gdzie w 1992 r. przeszły modernizację do typu T3DC1/T3DC2. Obsługują tylko linię nr 1. |
| UKWZ      | KTM-5 (71-605A)         | 1990–1991              | 1990–1991   | 1990            | 12                 | 10                   | Wagony kursują na ogół na liniach nr 1 i 3. |
| UKWZ      | KTM-23 (71-623-01)      | 2014                   | 2014        | 2014            | 8                  | 8                    | |
| UKWZ      | KTM-31 (71-631)         | 2014                   | 2014        | 2014            | 4                  | 3                    | Trójczłonowe, sześcioosiowe wagony przegubowe. Najczęściej obsługują linię nr 1. |

### Dawny
| Producent | Typ             | Lata dostaw | Lata eksploatacji | Liczba szt. | Uwagi                                                                                     |
| --------- | --------------- | ----------- | ----------------- | ----------- | ----------------------------------------------------------------------------------------- |
| RVR       | RWZ-6M2         | 1975–1988   | 1975-2015         | 64          | 4 tramwaje kursują w dwuwagonowych składach. Tramwaje obsługują zazwyczaj linie nr 1 i 2. |
| "Fenikss" |                 |             |                   | 13          | Dwuosiowe wagony silnikowe.                                                               |
| UKWZ      | KTM-2           |             |                   | 4*          | Dwuosiowe wagony silnikowe.                                                               |
| UKWZ      | KTP-2           |             |                   | 1*          | Dwuosiowy wagon doczepny.                                                                 |
| UKWZ      | KTM-5M          |             |                   | 3           | Wagony testowane w latach 70. XX wieku.                                                   |
| UKWZ      | KTM-8 (71-608K) | 1994        | 1994-2019         | 1           |                                                                                           |

* - dokładna liczba wagonów nie jest znana.